# Dejan Kelhar
Dejan Kelhar, slovenski nogometaš, * 5. april 1984, Brežice. 
S svoji karieri je igral za 18 klubov v desetih državah.

## Življenjepis
Kelhar, ki od konca julija 2014 naprej igra za angleškega drugoligaša Sheffield Wednesday  običajno deluje na položaju centralnega ali desnega branilca.
Svojo kariero je začel v klubu NK Brežice, nato pa je leta 2002 prestopil v  NK Krško. Za Krško je dve sezoni igral v drugi ligi, nato pa je prestopil v prvoligaša NK Publikum. Leta 2005 je za kratek čas igral za NK Olimpija Ljubljana.
Leta 2006 je za 100.000 € prestopil k nemškemu drugoligašu SpVgg Greuther Fürth, kjer pa ni ostal dolgo. Ob koncu sezone se je vrnil v Publikum, nato pa je na zadnji dan prestopnega roka, 31. januarja 2009, podpisal pogodbo z belgijskim klubom Cercle Brugge. Med letoma 2015 in 2017 je bil član ljubljanske Olimpije, ki igra v 1 SNL.

## Reprezentančna kariera
Kelhar je zbral 35 nastopov za razne mladinske reprezentance Slovenije. Nastopal je v selekcijah od 15 do 21 let. Februarja 2009 je bil prvič vpoklican v člansko reprezentanco za prijateljsko tekmo proti Belgiji, kjer pa ni nastopil.Svoj krstni nastop za člansko reprezentanco Slovenije pa je doživel 3.3.2010 v Mariboru proti Katarju. Doslej je odigral šest tekem za Slovenijo.
| Datum       | Kraj      | Nasprotnik | Odigral min. | Izid | Vrsta tekme        |
| ----------- | --------- | ---------- | ------------ | ---- | ------------------ |
| 3.MAR 2010  | Maribor   | Katar      | 12           | 4:1  | Prijateljska tekma |
| 26.MAJ 2012 | Kufstein  | Grčija     | 69           | 0:0  | Prijateljska tekma |
| 11.SEP 2012 | Oslo      | Norveška   | 1            | 2:1  | Kval.za SP 2014    |
| 14.NOV 2012 | Skopje    | Makedonija | 90           | 3:2  | Prijateljska tekma |
| 14.AVG 2013 | Turku     | Finska     | 90           | 2:0  | Prijateljska tekma |
| 6.SEP 2013  | Ljubljana | Albanija   | 90           | 1:0  | Kval.za SP 2014    |